# メアリー・ヒル (ヒルズバラ伯爵夫人)
ヒルズバラ伯爵夫人および初代ストール女男爵メアリー・ヒル（英語: Mary Hill, Countess of Hillsborough, 1st Baroness Stawell、旧姓ストール（Stawell）、1726年2月12日洗礼 – 1780年7月29日）は、イギリスの貴族、伯爵夫人。

## 生涯
第4代ストール男爵エドワード・ストールとメアリー・ステュクリー（Mary Stewkley、1683年頃 – 1740年7月20日、第2代準男爵サー・ヒュー・ステュクリーの娘）の娘として生まれ、1726年2月12日にヒントン・アンプナーで洗礼を受けた。
1750年8月29日、ヘンリー・ビルソン＝レッグ（1708年5月29日 – 1764年8月23日）と結婚、1男をもうけた。
- ヘンリー・ストール（英語版）（1757年 – 1820年） - 第2代ストール男爵

1760年5月21日、グレートブリテン貴族であるサマセット州におけるサマートンのストール女男爵に叙された。
1768年10月11日、初代ヒルズバラ伯爵ウィルズ・ヒルと再婚したが、2人の間に子供はいなかった。
1780年7月29日に自宅で死去、8月6日にヒントン・アンプナーで埋葬された。1人目の夫との間の息子ヘンリー・ストールが爵位を継承した。